# Liste des châteaux allemands par land
Cette liste non exhaustive répertorie les principaux châteaux en Allemagne métropolitaine. Il suffit de cliquer sur une région pour trouver la liste des châteaux qu'elle comprend.
Elle inclut les châteaux au sens large du terme, c'est-à-dire :
- les châteaux et châteaux forts (généralement bâtis en milieu rural, y compris chartreuses, gentilhommières, logis seigneuriaux, maisons fortes, manoirs).
- les palais (généralement bâtis en milieu urbain)
- les donjons
- les domaines viticoles, présentant un édifice répondant à la définition de château

quel que soit leur état de conservation (ruines, bâtiments d'origine ou restaurés) et leur statut (musée, propriété privée, ouvert ou non à la visite).
Elle exclut :
- les citadelles
- les domaines viticoles qui n'ont de château que le nom, en l'absence d'édifice répondant à la définition de château.

## Bade-Wurtemberg
- Château de Bad Urach (Bad Urach)

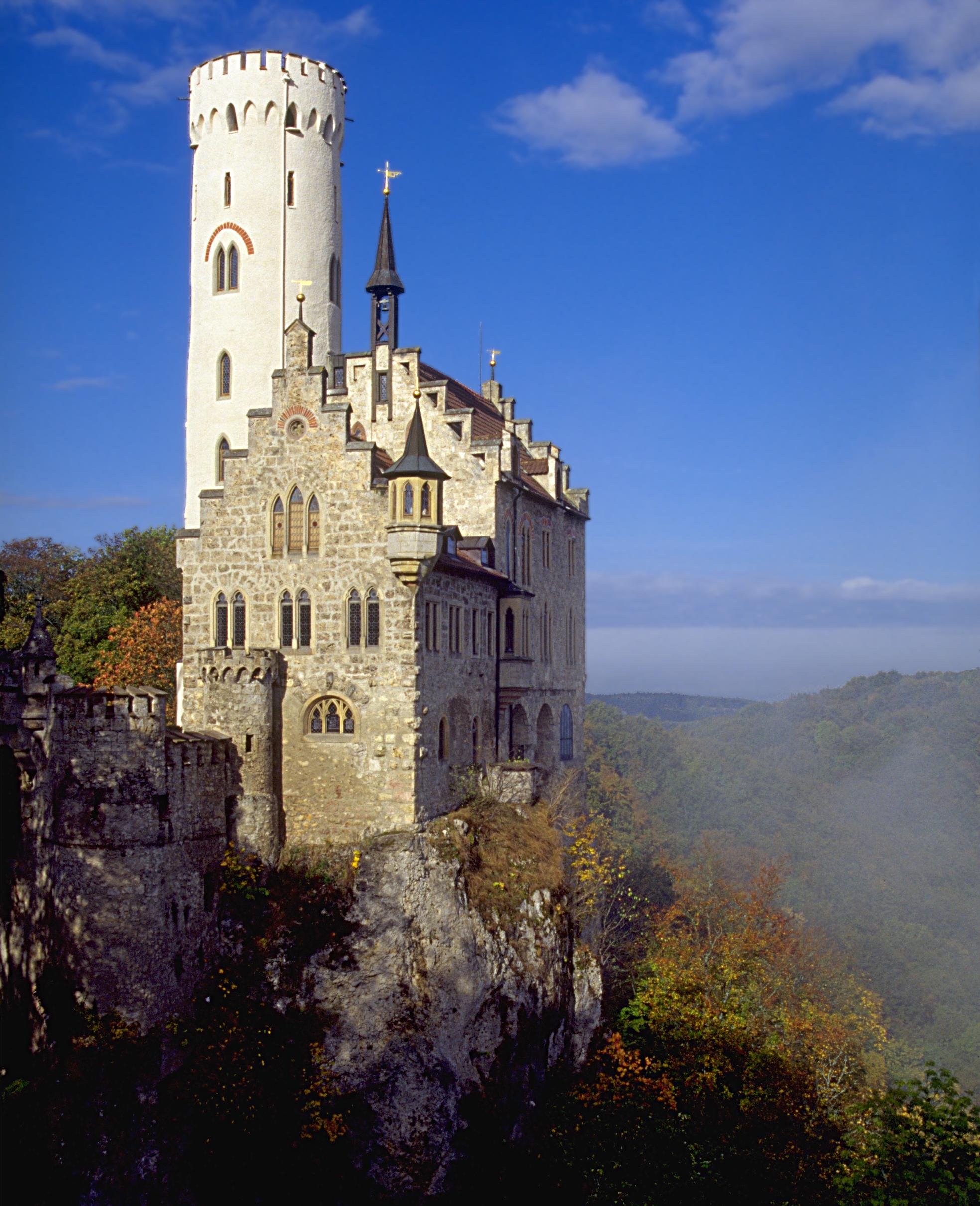
Le château de Lichtenstein de nos jours

- Château de Hohenbaden (Vieux château) (Baden-Baden)
- Château de Baden-Baden (Nouveau château) (Baden-Baden)
- Château d'Heidelberg (Heidelberg)
- Château de Hellenstein (Heidenheim an der Brenz)
- Hohenschramberg (Schramberg)
- Hochburg d'Emmendingen (Emmendingen)
- Château de Hohenzollern (Hechingen)
- Château de Karlsburg (Durlach, actuellement au sein de Karlsruhe)
- Château de Karlsruhe (Karlsruhe)
- Burg Wildenstein (Leibertingen)
- Château de Lichtenstein (Reutlingen)
- Château de Ludwigsburg (Ludwigsburg)
- Château de Mannheim (Mannheim)
- Château de Schwetzingen (Schwetzingen)
- Château de Sigmaringen (Sigmaringen)
- Château de la Solitude (Stuttgart)
- Wäscherschloss, château fort des Hohenstaufen du XIIIe siècle

## Basse-Saxe
- Château de Wolfenbüttel à Wolfenbüttel
- Château de Bückeburg
- Château et cloître Iburg à Bad Iburg
- Château de Plesse à Bovenden
- Ruines du château fort de Lichtenberg

## Bavière

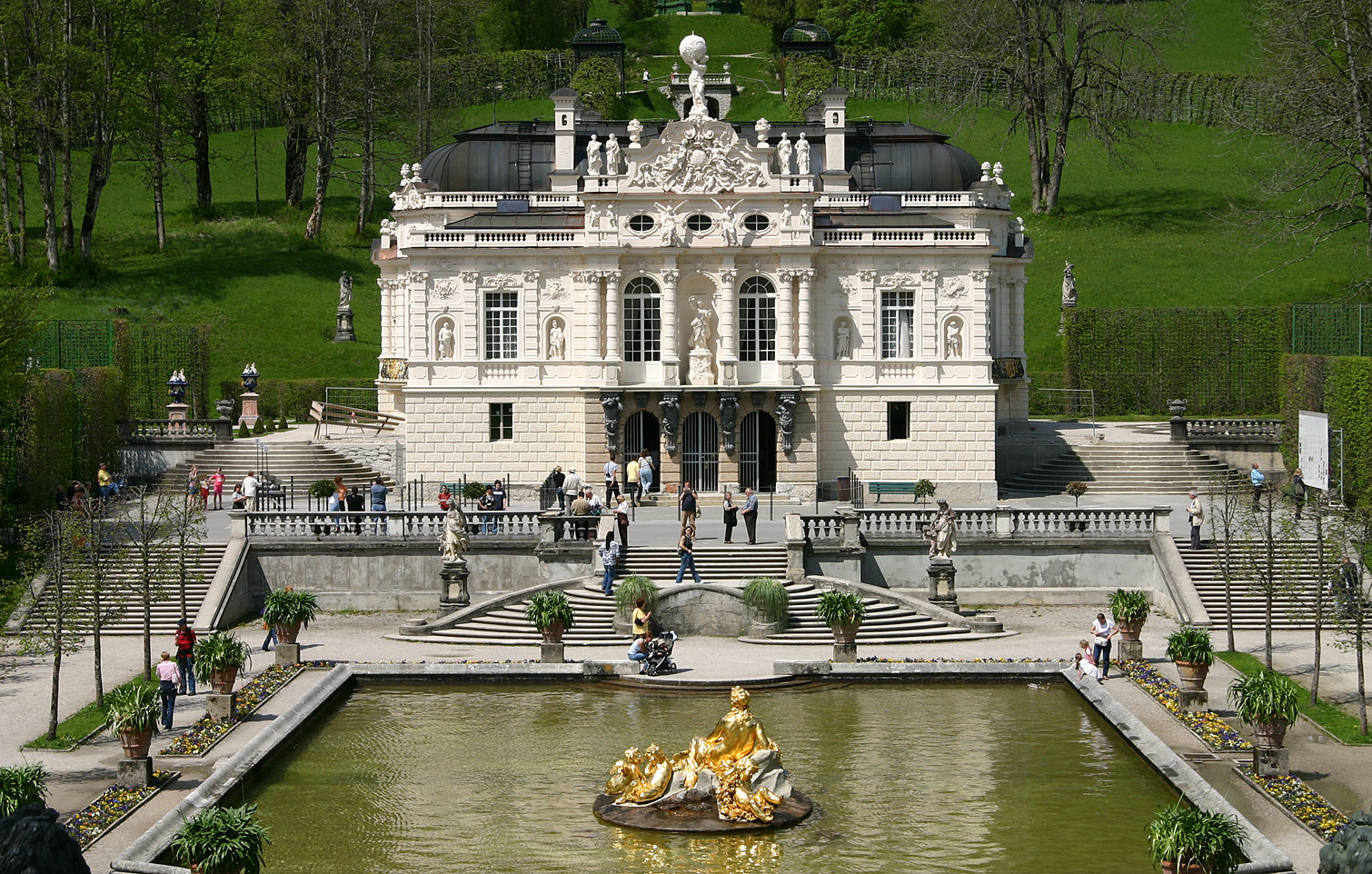
Château de Linderhof

- Liste complète des châteaux sur le site officiel de la Direction des Châteaux de Bavière en (de) et (en) (photos)

- Château de Amalienburg (Munich
- Blutenburg (Munich)
- Château de Bullachberg (Schwangau près de Füssen)
- Château de Herrenchiemsee
- Château de Hohenschwangau (Schwangau près de Füssen)
- Linderhof (Graswangtal)
- Forteresse de Marienberg (Wurtzbourg)
- Château de Mespelbrunn
- Neuschwanstein (Schwangau près de Füssen)
- Nymphenburg (Munich)
- Résidence de Munich (Munich)
- Résidence de Wurtzbourg (Wurtzbourg)
- Schachen (Garmisch-Partenkirchen)
- Château de Schleissheim

## Berlin
- L'ancien Château de Berlin

- Château de Bellevue
- Château de Biesdorf
- Château de Charlottenburg
- Château de Friedrichsfelde
- Château de Glienicke

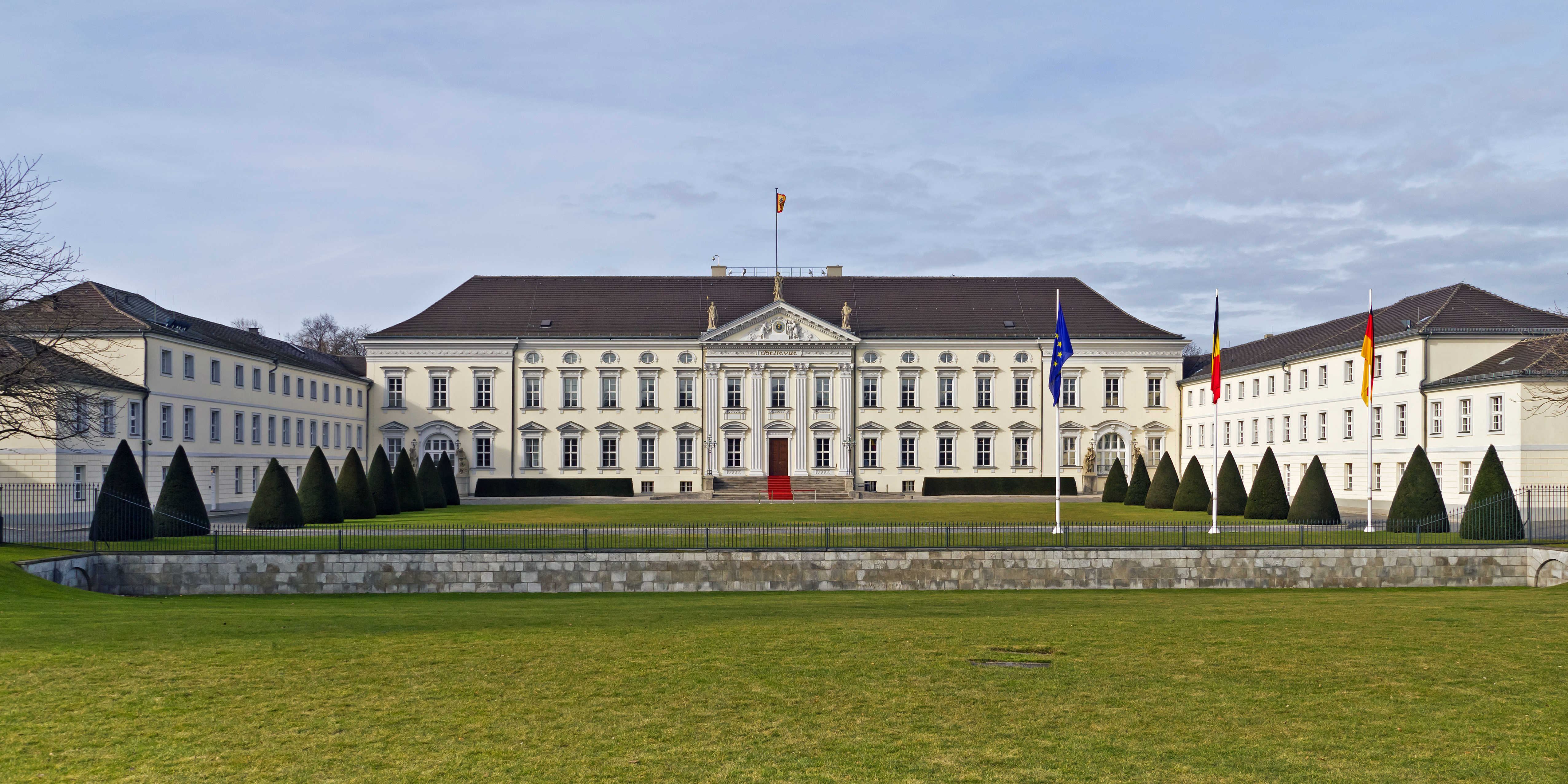
Château de Bellevue, résidence du président de la république fédérale d'Allemagne

- Pavillon de chasse de Klein Glienicke
- Pavillon de chasse de Grunewald
- Château de Köpenick
- Château de Monbijou
- Château de Niederschönhausen
- Château de Tegel

## Brandebourg
- Château de Babelsberg (Potsdam)

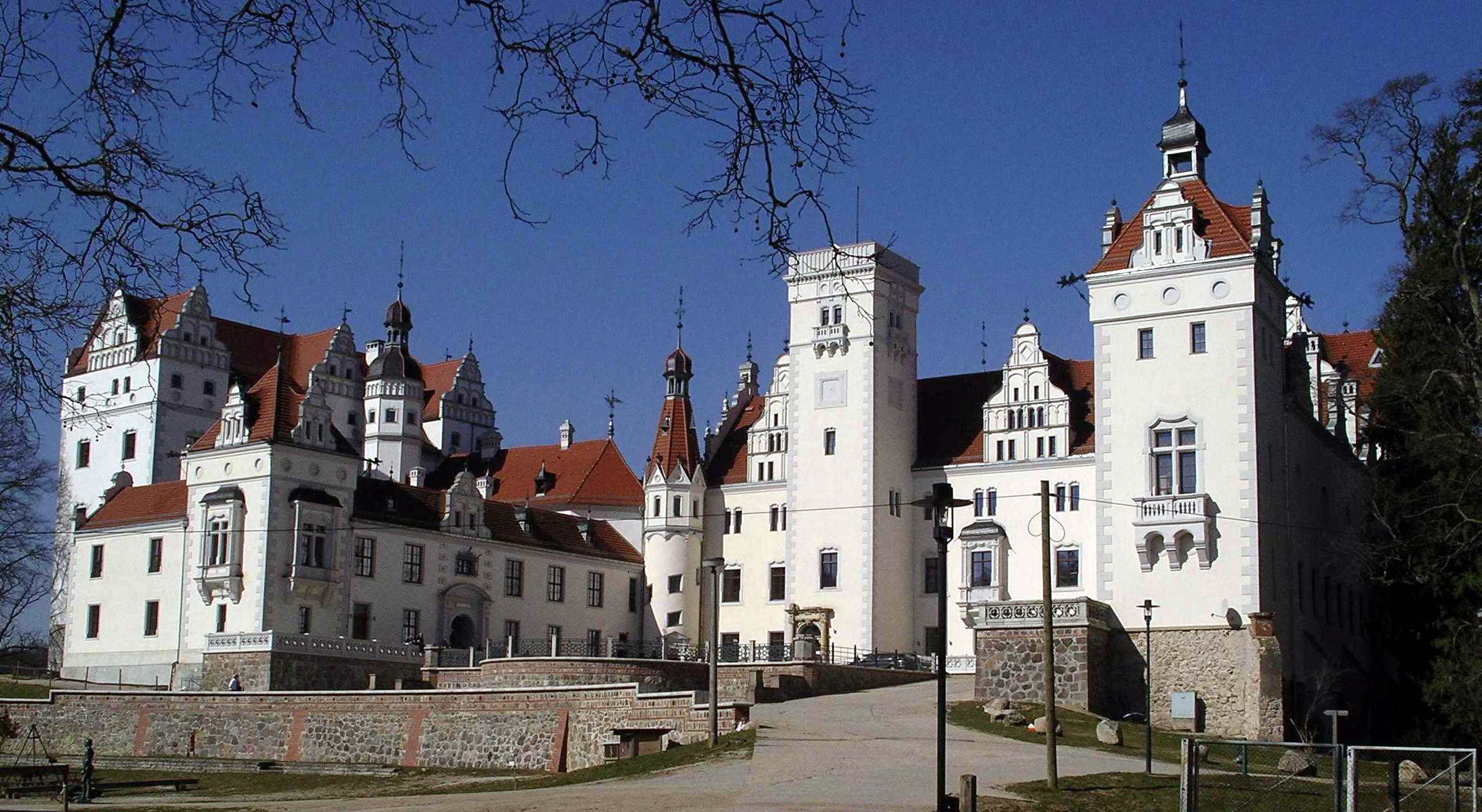
Château de Boitzenburg

- Château de Boitzenburg (Boitzenburg)
- Château de Branitz (Cottbus)
- Château de Caputh (Caputh)
- Château de Cecilienhof (Potsdam)
- Château de Doberlug (Doberlug-Kirchhain)
- Château de Rheinsberg (Rheinsberg)
- Palais de Sanssouci (Potsdam)
- Neues Palais (Nouveau Palais) (Potsdam)
- Château de Wiesenburg, (Wiesenburg près de Belzig)
- Château de Wolfshagen (Prignitz)
- Château de Wolfshagen détruit, (Wolfshagen près de Woldegk)

## Hesse
- Château d'Auerbach à Bensheim
- Château Bieberstein
- Château de Büdingen
- Château de Eichhof à Bad Hersfeld
- Château Wilhelmshöhe à Cassel
- Château de Darmstadt

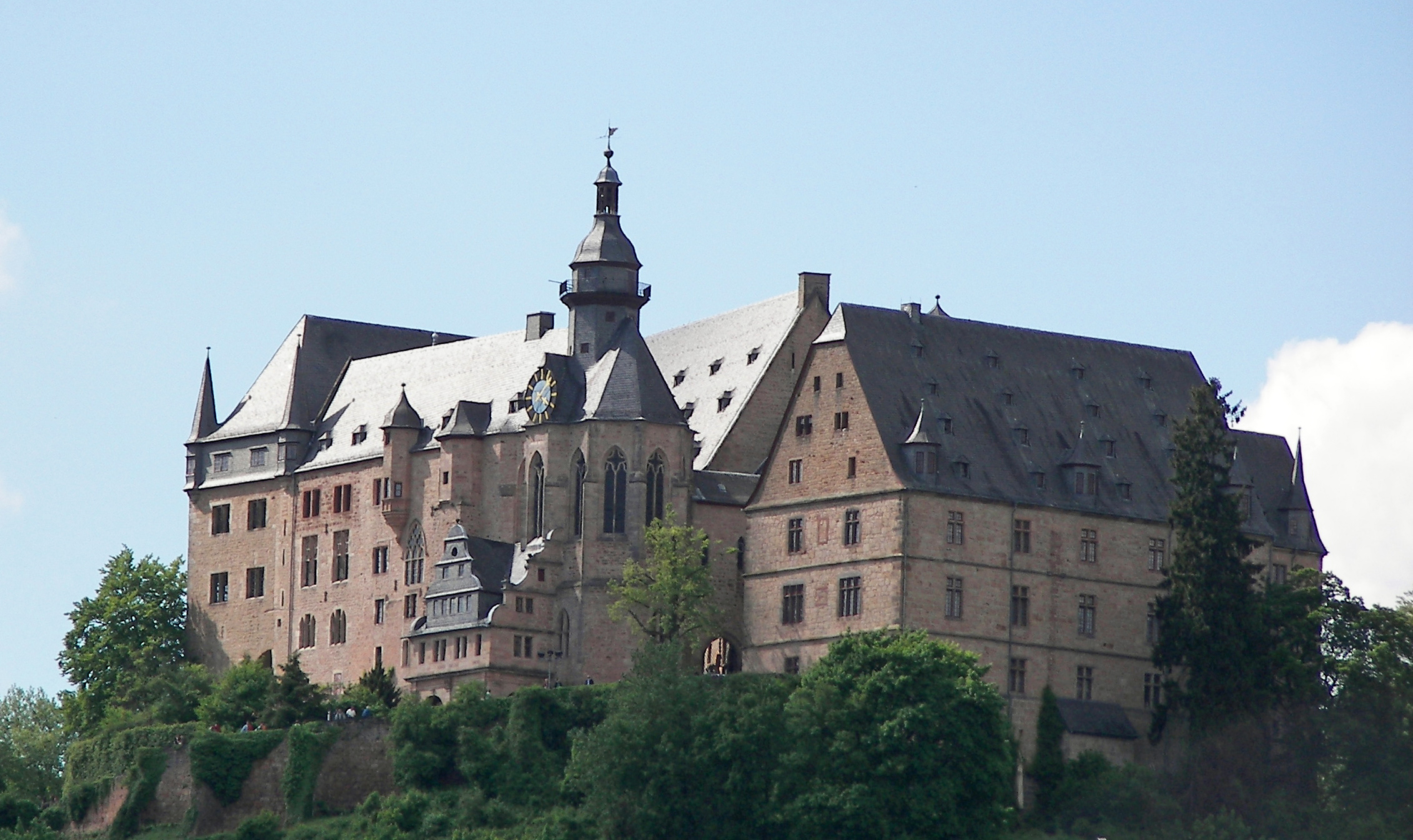
Vue du château de Marbourg

- Château de Fechenbach à Dieburg près de Darmstadt
- Château de la Fasanerie près de Fulda
- Château de Fulda à Fulda
- Burg Fürsteneck près de Fulda
- Château de Höchst à Höchst (Francfort-sur-le-Main)
- Château de Lichtenberg
- Château de Ludwigseck
- Château de Stockau à Dieburg
- Château Frankenstein à Mühltal
- Château de Marbourg à Marbourg
- Château d'Isenburg à Offenbach-sur-le-Main
- Château de Rumpenheim à Offenbach-sur-le-Main
- Palais de Büsing à Offenbach-sur-le-Main
- Château de Freudenberg (Hesse) à Wiesbaden
- Château de Wiesbaden
- Château de Biebrich à Wiesbaden

## Mecklembourg-Poméranie-Occidentale
- Château de Dargun Ruine, Dargun

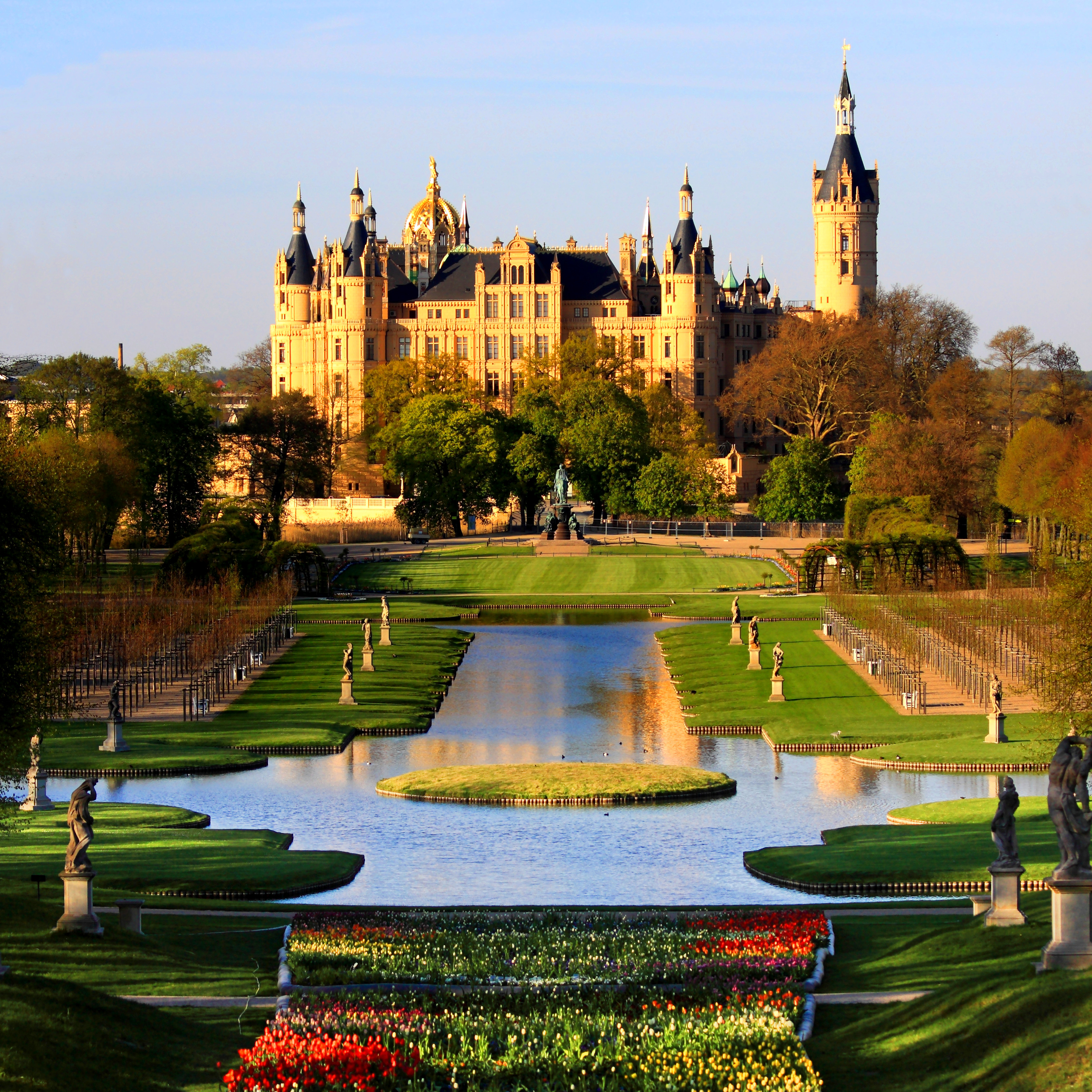
Château de Schwerin

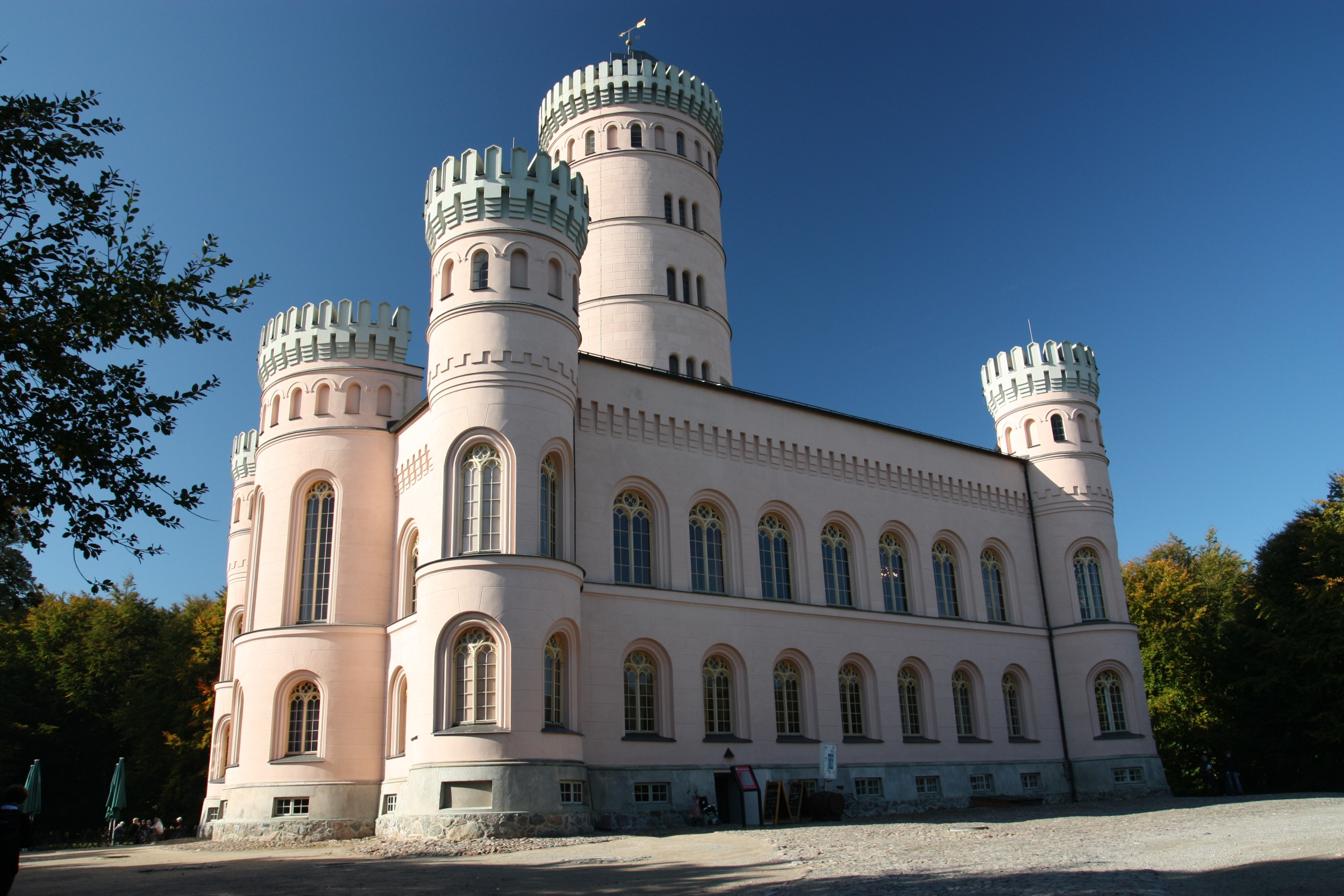
Château de Granitz

- Pavillon de chasse de Gelbensande, Gelbensande au nord-est de Rostock
- Pavillon de chasse de Granitz, près de Binz
- Château de Güstrow, Güstrow
- Château de Hohenzieritz, Hohenzieritz
- Château de Karlsburg, Karlsburg
- Château de Ludwigslust, Ludwigslust
- Château de Mirow, Mirow
- Vieux Château de Neustadt-Glewe, Neustadt-Glewe
- Château de Neustrelitz détruit, Neustrelitz
- Château de Putbus détruit, Putbus
- Château de Schwerin, Schwerin
- Château de Spyker, près de Glowe
- Château de Ueckermünde, Ueckermünde
- Château de Varchentin, Varchentin
- Château de Stolpe

## Rhénanie-du-Nord-Westphalie

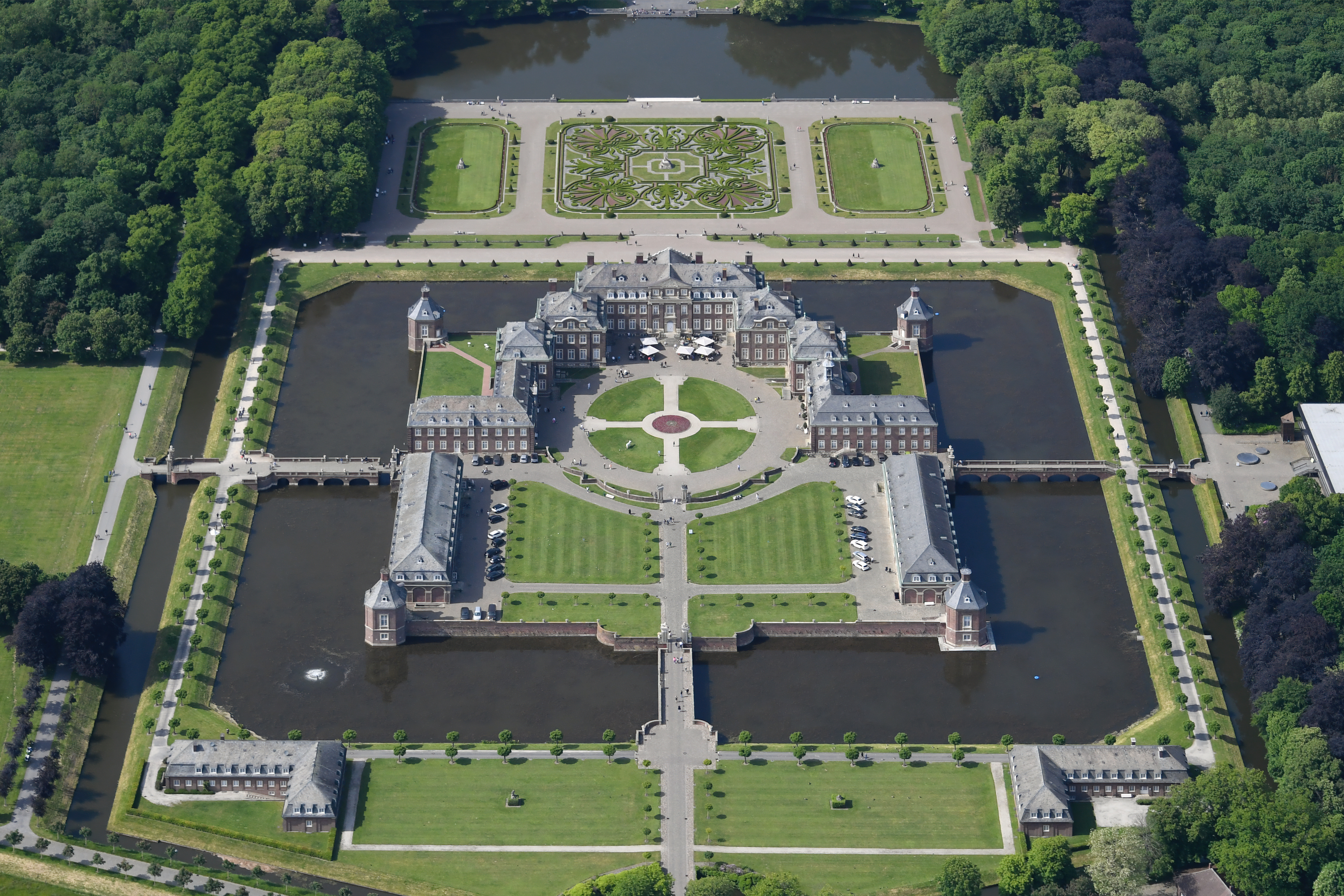
Château de Nordkirchen

- Palais d'Aix-la-Chapelle à Aix-la-Chapelle
- Châteaux d'Augustusburg et de Falkenlust (Brühl)
- Burg Hülshoff
- Château de Detmold
- Château de Dyck
- Château d'Eresburg
- Château de Hückeswagen
- Château de Nideggen
- Château de Nordkirchen
- Château de Vischering

## Rhénanie-Palatinat
- Château d'Arenfels

- Château de Bürresheim
- Reichsburg Cochem
- Château d'Eltz

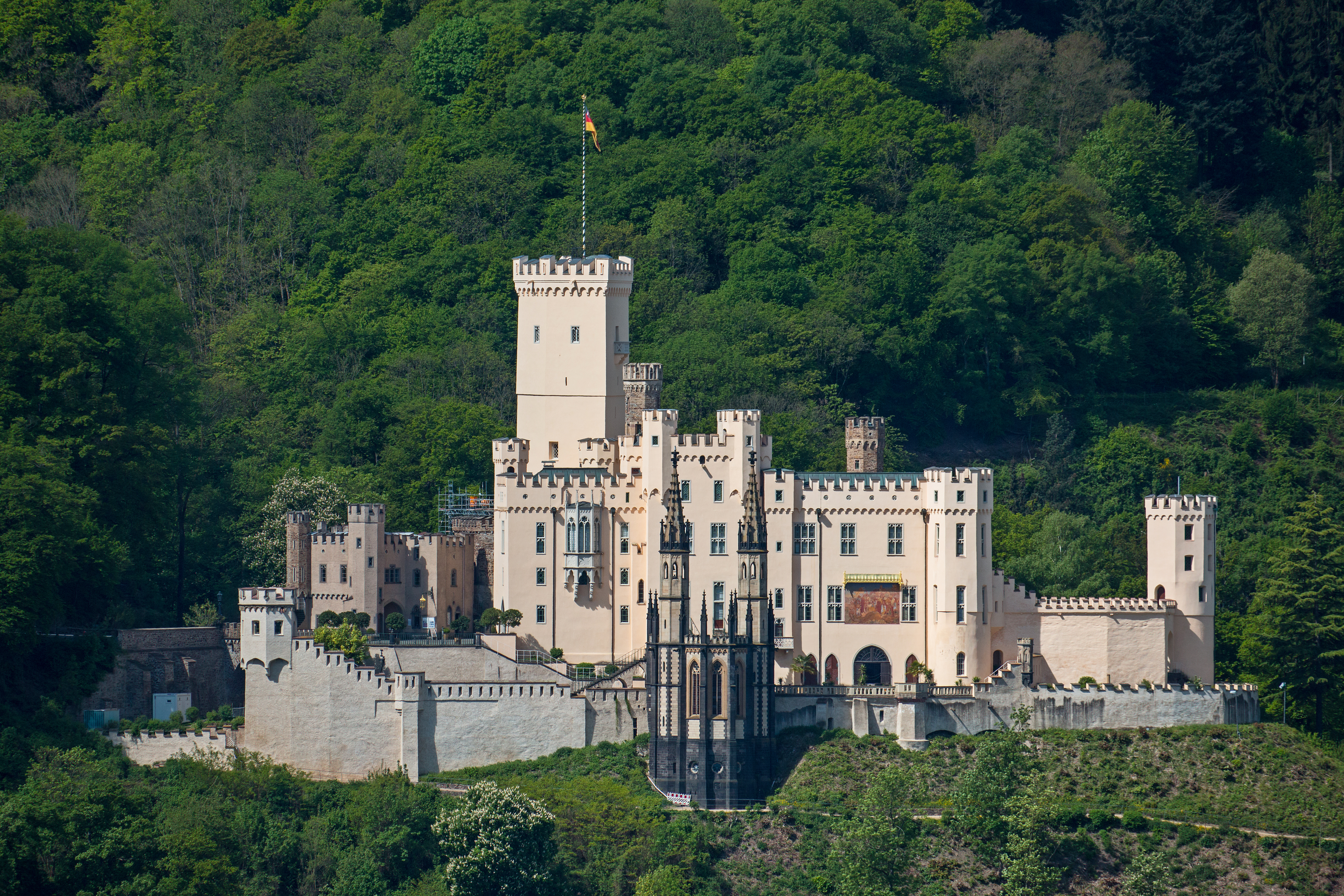
Château de Stolzenfels

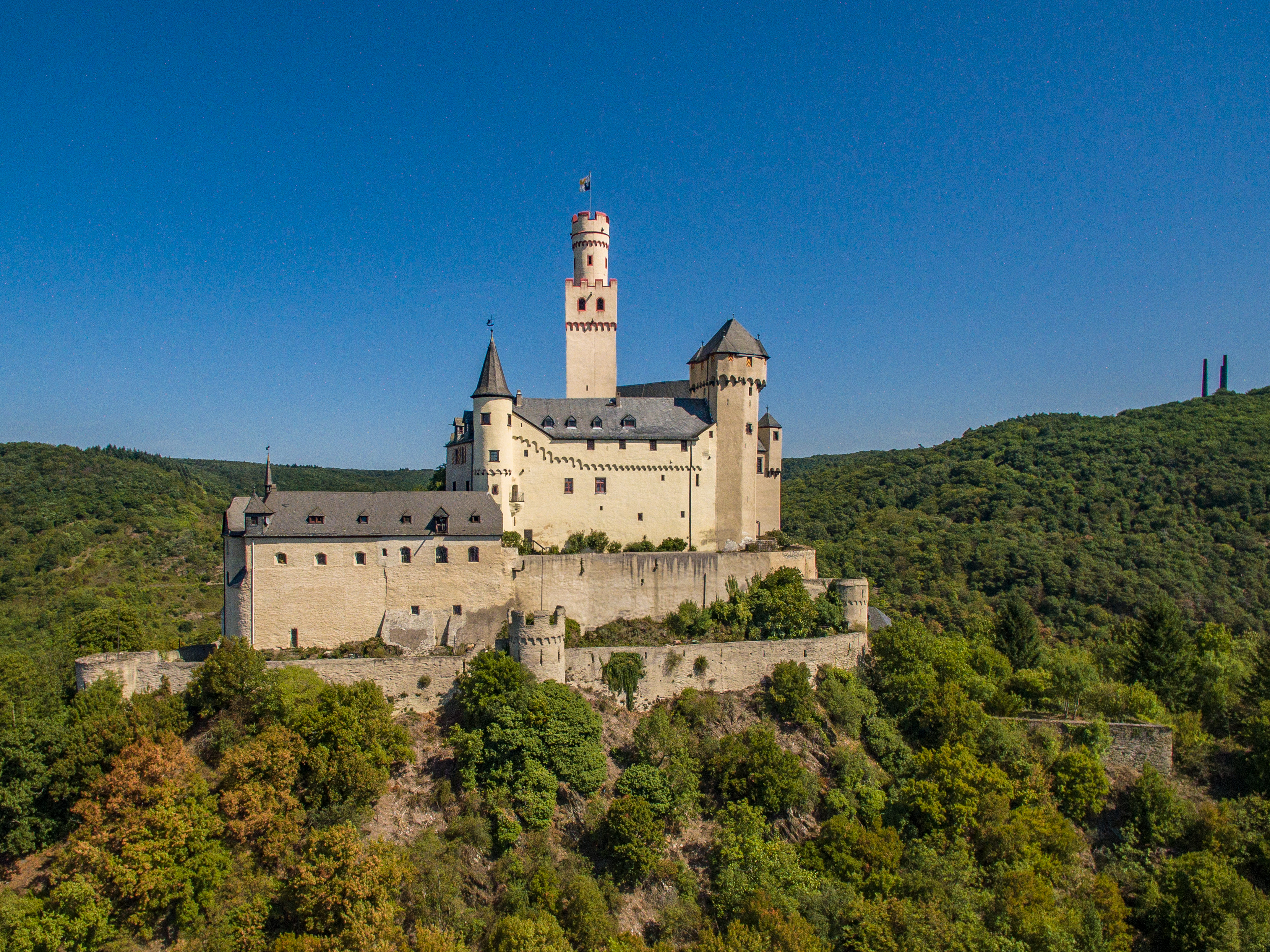
Château médiéval du Marksburg

- Château de la Haardt, Neustadt an der Weinstraße
- Château fort de Hammerstein
- Château du Katz
- Château de Kaiserslautern
- Château Liebenstein
- Château fort de Burg Linz
- Marksburg
- Château d'Ockenfels
- Château des Princes-Électeurs à Coblence
- Château des Princes-Électeurs à Mayence
- Château de Rheineck
- Rheinfels
- Schönburg
- Burg Stahleck, près de Bacharach
- Château de Stolzenfels, sur la rive gauche du Rhin
- Château de Thurant
- Château fort du Trifels
- Château Westerhaus

## Saxe
- Château de Muskau (Bad Muskau)

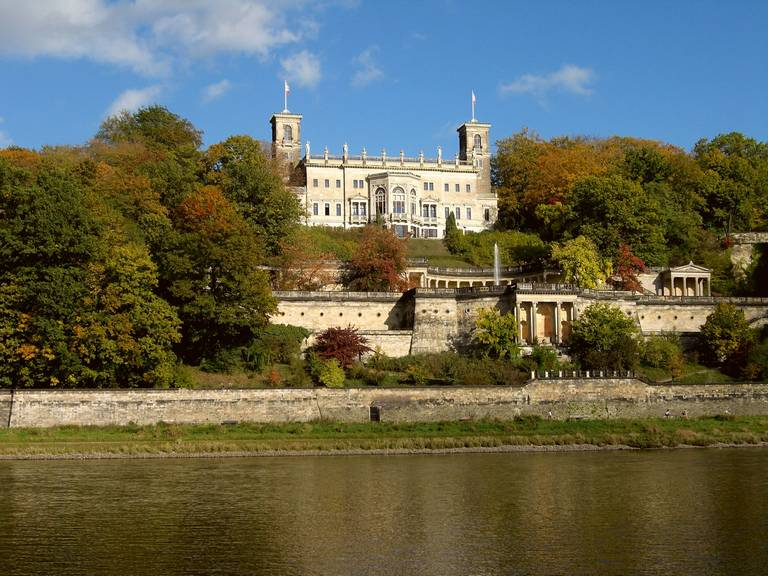
Château d'Albrechtsberg, à Dresde

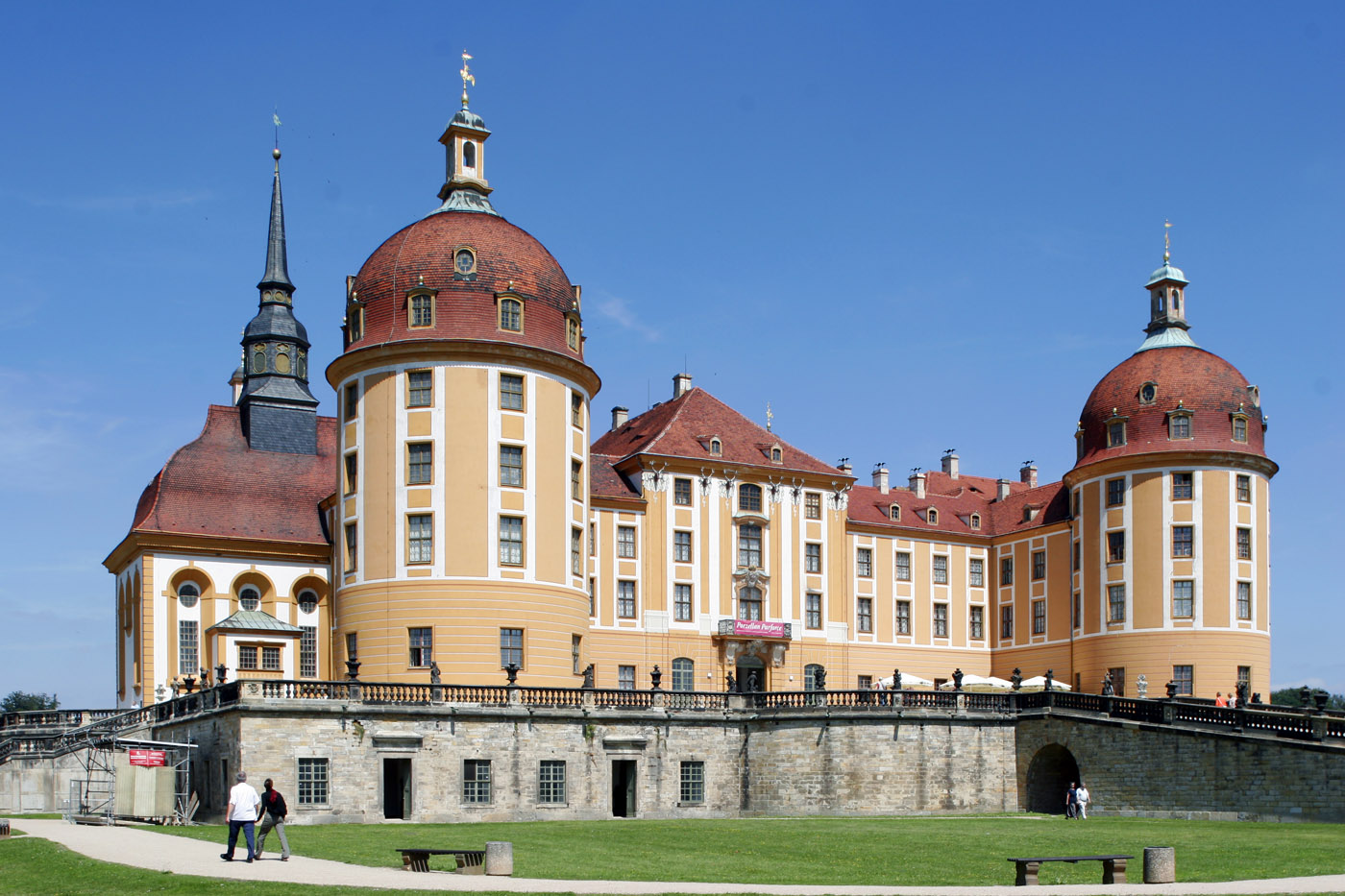
Vue du château de Moritzburg

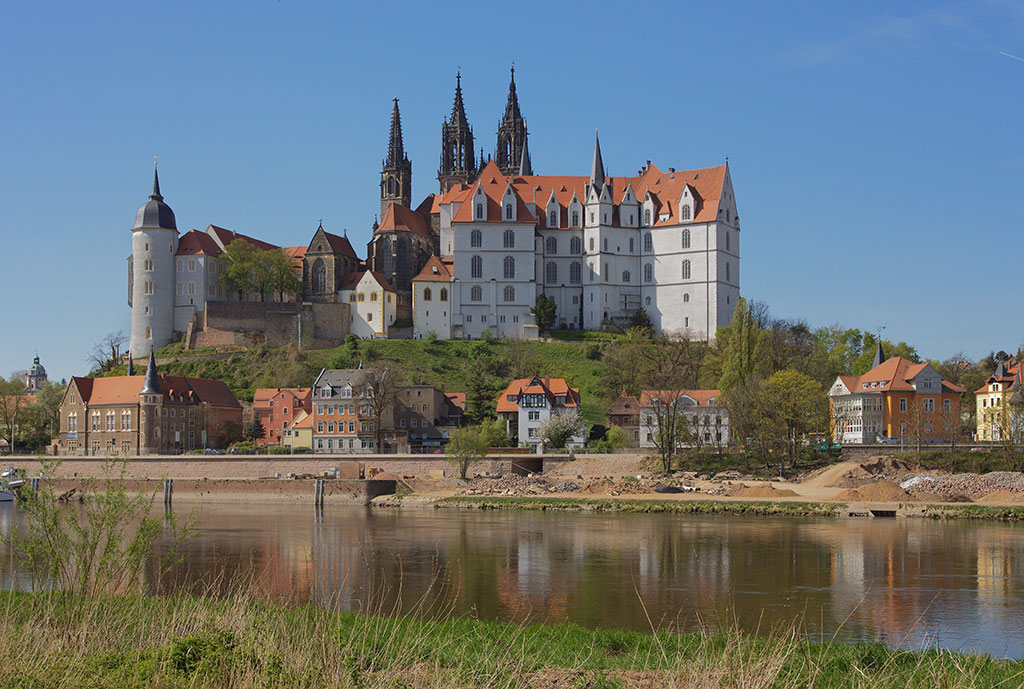
Château d'Albrechtsburg (Meißen)

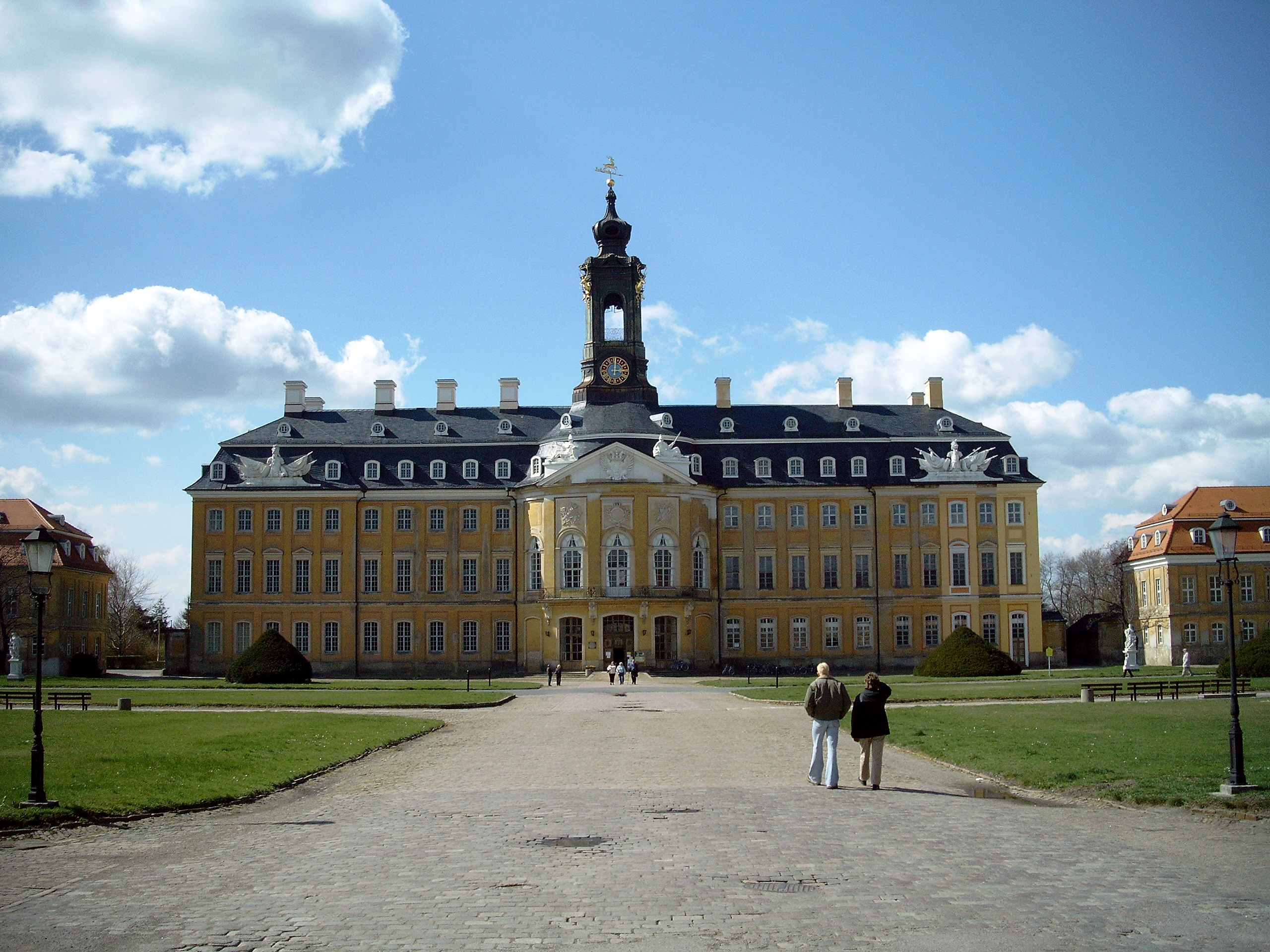
Façade du Château d'Hubertsbourg

- Château de Bieberstein, Bieberstein
- Château de Blankenhain, Blankenhain
- Château de Chemnitz (Chemnitz)
- Château de Colditz (Colditz)
- Château d'Albrechtsberg (Dresde)
- Château Royal de Dresde (Dresde)
- Zwinger, (Dresde)
- Palais Japonais, (Dresde)
- Palais im Großen Garten, (Dresde)
- Château de Sachsenburg, (Frankenberg)
- Château de Freudenstein (Freiberg)
- Château de Burgk, (Burgk-Freital)
- Château de Hinterglauchau (Glauchau)
- Château de Vorderglauchau (Glauchau)
- Pavillon de chasse de Grillenburg (Grillenburg)
- Château de Stein, Hartenstein
- Forteresse de Königstein
- Château de Gohlis (Leipzig-Gohlis)
- Château de Mildenstein (Leisnig)
- Château de Lichtenwalde (Lichtenwalde)
- Château de Kuckucksstein (Liebstadt)
- Château de Lützen, Lützen
- Château d'Albrechtsburg (Meißen)
- Château de chasse de Moritzburg (Moritzburg)
- Château de Purschenstein (Neuhausen (Monts Métallifères))
- Château de Lauterstein (Niederlauterstein (Marienberg))
- Château de Nossen (Nossen)
- Château de Pillnitz (Pillnitz)
- Château de Plauen (Plauen)
- Château de Proschwitz, (près de Zadel)
- Château de Wackerbarths Ruh, (Radebeul)
- Château de Rammenau (Rammenau)
- Château de Rochlitz (Rochlitz)
- Château de Schönfeld (Schönfeld)
- Château de Schwarzenberg (Schwarzenberg/Erzgeb.)
- Château de Zschorna, (près de Tauscha)
- Château de Hartenstein (Torgau)
- Prieuré et château de Wechselburg (Wechselburg)
- Château de Weesenstein (Weesenstein)
- Château d'Hubertsbourg (Wermsdorf)
- Pavillon de chasse de Wermsdorf (Wermsdorf)
- Château de Wolkenstein (Wolkenstein)
- Château de Wildeck (Zschopau)

## Saxe-Anhalt
- Liste des châteaux de Saxe-Anhalt
- Château d'Annaburg, Annaburg
- Château d'Allstedt, Allstedt
- Château de Giebichenstein, Halle
- Château de Köthen, Köthen

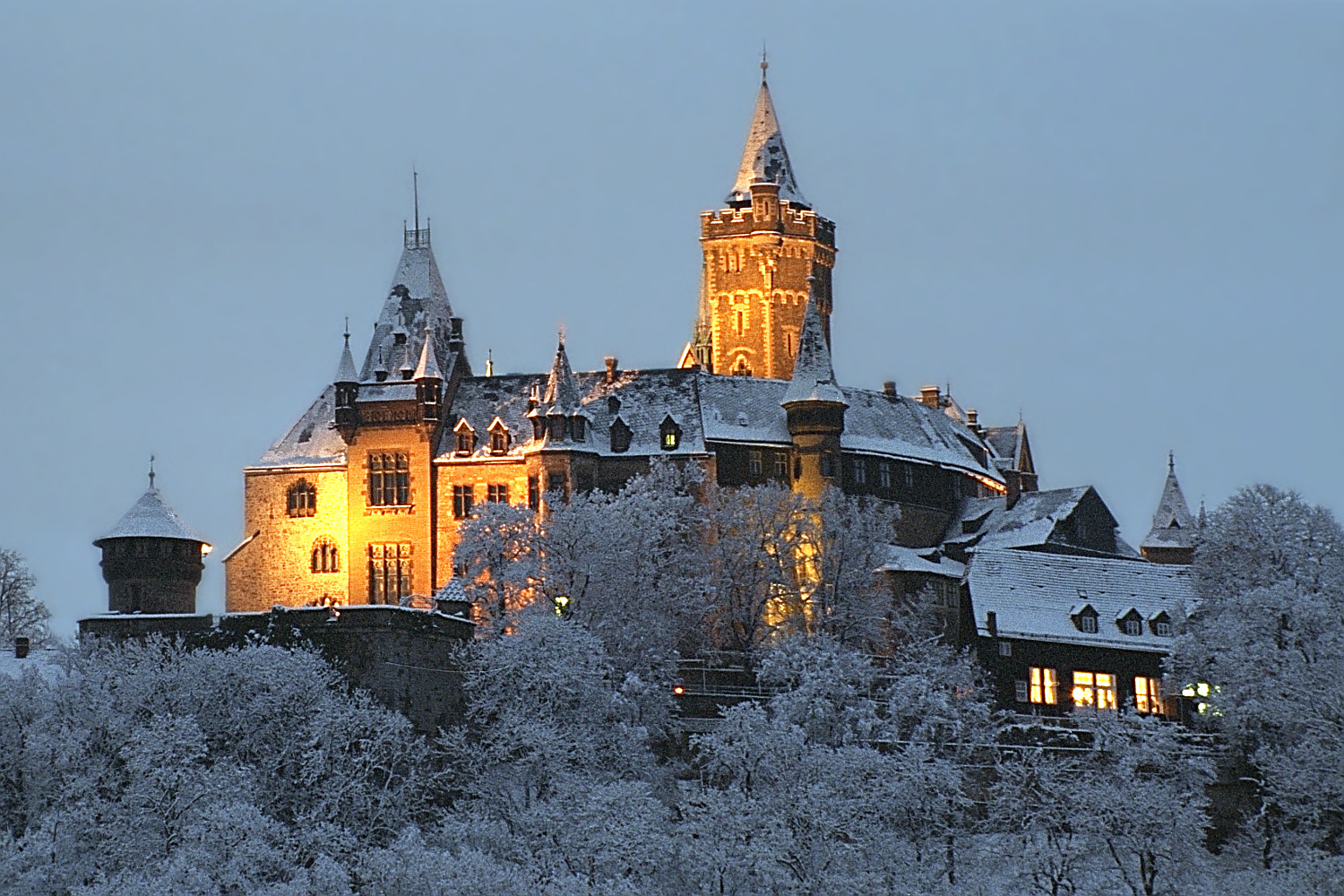
Vue du château de Wernigerode

- Château de Lauchstädt, Bad Lauchstädt
- Château de Lichtenburg, Prettin
- Château de Luisium, Dessau-Roßlau
- Château de Mosigkau, Dessau-Roßlau
- Château de Neuenburg, Freyburg
- Château d'Oranienbaum, Oranienbaum
- Château de Seeburg
- Château de Wernigerode, Wernigerode
- Château de Wettin, Wettin
- Château de Wörlitz, Wörlitz
- Château de Wolmirstedt, Wolmirstedt

## Schleswig-Holstein
- Château d'Ahrensburg, Ahrensburg

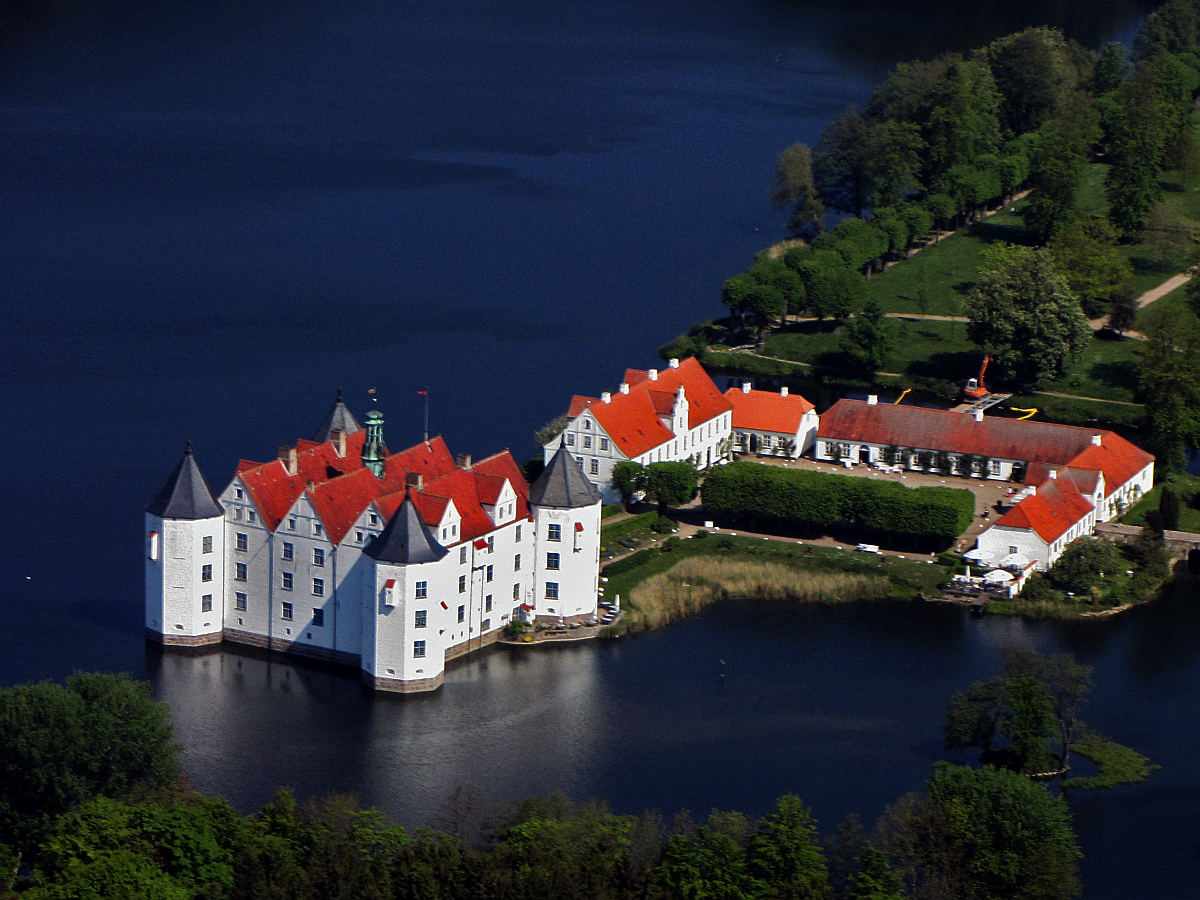
Château de Glücksburg, Glücksburg

- Château d'Ascheberg, Ascheberg (Holstein)
- Château de Waterneverstorf, Behrensdorf (Ostsee) / Waterneverstorf
- Château d'Eutin, Eutin
- Château de Glücksburg, Glücksburg
- Château de Panker, Panker
- Château de Plön, Plön
- Château de Probsteierhagen, Probsteierhagen
- Château de Reinbek, Reinbek
- Palais de Gottorf, Schleswig
- Château Blome, Selent
- Château de Weissenhaus, Wangels / Weißenhaus
- Château de Wotersen, Wotersen

## Thuringe
- Château d'Altenbourg à Altenbourg
- Altenstein
- Château de Weimar, Weimar
- Château de Wartbourg

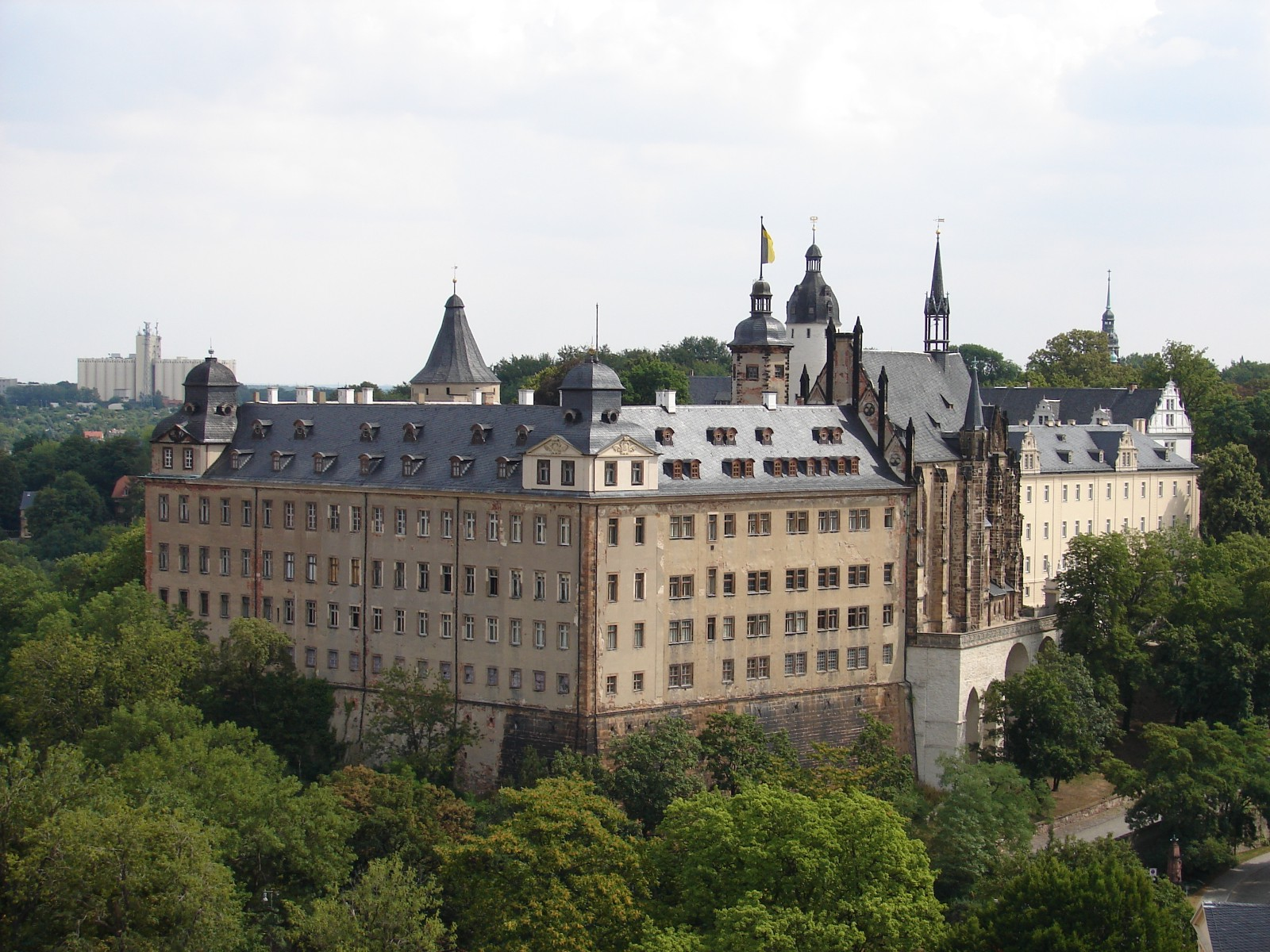
Château d'Altenbourg

- Château de Fröhliche Wiederkunft à Wolfersdorf